# Dane Alex Bird-Smith
Dane Bird-Smith, född 15 juli 1992, är en australisk friidrottare.
Han blev olympisk bronsmedaljör på 20 kilometer gång vid sommarspelen 2016 i Rio de Janeiro.